# Daniel Chávez
Daniel Chávez-Castillo (Callao, 8 gennaio 1988) è un calciatore peruviano, attaccante del Cultural Santa Rosa e della Nazionale peruviana.

## Carriera

### Club
Fa il suo esordio da calciatore professionista nel 2008 militando per due stagioni nel Club Brugge, per poi trascorrere una sola stagione nel Westerlo. Nel 2011 si trasferisce in Romania, a costo zero, nell'Oțelul Galați.

### Nazionale
Dal 2010 milita nella Nazionale di calcio del Perù.

## Palmarès

### Club

#### Competizioni nazionali
- Supercoppa di Romania: 1

Oțelul Galați: 2011